# Ferdinand Foch
Ferdinand Foch (2. oktober 1851 – 20. marts 1929) var marskal af Frankrig, Polen og Storbritannien. Under 1. verdenskrig var han generalstabschef 1917 og 1918 øverstkommanderende for de allierede styrker på Vestfronten. Da han sommeren 1919 fik sig forelagt Versaillestraktaten, udbrød han: "Dette er ikke en fred. Det er en 20 års våbenhvile!" 